# چهل و چهارمین دوره جوایز هنری بکسانگ
مراسم چهل و چهارمین دوره جوایز هنری بکسانگ (کره‌ای: 제۴۴회 백상예술대상؛ انگلیسی: 44th Baeksang Arts Awards) در ۲۴ آوریل ۲۰۰۸ در هه مِین هال در تئاتر ملی کره، سئول، کره جنوبی برگزار شد. این مراسم توسط آی‌اس پلاس کورپوریشن ارائه شد و از اس‌بی‌اس پخش شد.

## نامزدها و برندگان
فهرست کامل نامزدها و برندگان:
(برندگان در ابتدای فهرست به صورت پررنگ مشخص شده‌اند)

### فیلم
| جایزه بزرگ | جایزه بزرگ |
| --- | --- |
| - تعقیب‌کننده | |
| بهترین فیلم | بهترین کارگردان |
| - Forever the Moment - تعقیب‌کننده - خوشی - ۱۸ مه - آفتاب پنهان | - لی چانگ-دونگ - آفتاب پنهان - کیم هیون سوک - Scout - لی میونگ سه - M - نا هونگ جین - تعقیب‌کننده - ییم سون ره - Forever the Moment                    |
| بهترین بازیگر مرد | بهترین بازیگر زن |
| - ایم چانگ جونگ - Scout - بیون هی بونگ - The Devil's Game - ها جونگ-وو - تعقیب‌کننده - کیم یون سوک - تعقیب‌کننده - سونگ کانگ-هو - نمایش باید ادامه پیدا کند                       | - کیم مین هی - Hellcats - ایم سو-جونگ - خوشی - جون دو یون - آفتاب پنهان - کیم جونگ اون - Forever the Moment - یونجین کیم - Seven Days                 |
| بهترین بازیگر تازه‌کار مرد | بهترین بازیگر تازه‌کار زن |
| - جانگ گیون سوک - The Happy Life - جونگ ایل وو - My Love - کیم هونگ سو - Hellcats - کیم جون سونگ - West 32nd - یو گون - Kidnapping Granny K                                     | - هان یه سول - Miss Gold Digger - جونگ ریو وون - Two Faces of My Girlfriend - لی بو یونگ - Once Upon a Time - لی هانا - Le Grand Chef - لی یون هی - M |
| بهترین کارگردان تازه‌کار | بهترین فیلم‌نامه |
| - نا هونگ جین - تعقیب‌کننده - جونگ شیک، جونگ بوم شیک - Epitaph - کیم می جونگ - Shadows in the Palace - کیم ته شیک - Driving with My Wife's Lover - را هی چان - Going by the Book | - کیم هیون سوک - Scout - کیم هان مین - Paradise Murdered - لی چانگ-دونگ - [آفتاب پنهان[]] - نا هونگ جین - تعقیب‌کننده - نا هیون - Forever the Moment   |
| محبوب‌ترین بازیگر مرد | محبوب‌ترین بازیگر زن |
| - کوان سانگ وو - سرنوشت | - کیم جونگ اون - Forever the Moment |

### تلویزیون
| جایزه بزرگ | جایزه بزرگ |
| --- | --- |
| - کانگ هو دونگ - ۲ روز و ۱ شب | |
| بهترین درام | بهترین کارگردان |
| - جنگ پول - کافه پرنس - افسانه - Likeable or Not - My Husband's Woman                                                                                | - لی بیونگ هون - ایسان - جانگ ته یو - جنگ پول - لی دوک گون - Likeable or Not - وون گون ایل - Golden Bride - یو چول یونگ - H.I.T                          |
| بهترین برنامه آموزشی | بهترین برنامه سرگرمی |
| - Asian Corridor in Heaven - Ganges - Human Documentary: Love - Knowledge Channel e - Master of Living                                               | - Infinite Challenge - Golden Fishery - هپی ساندی - هپی توگدر - استار کینگ                                                                               |
| بهترین بازیگر مرد | بهترین بازیگر زن |
| - پارک شین-یانگ - جنگ پول - به یونگ-جون - افسانه - چو جه هیون - بخش قلب - کانگ جی هوان - رسوایی پایتخت - لی سو جین - ایسان                           | - یون اون-هه - کافه پرنس - هان جی مین - رسوایی پایتخت - کیم هی-ئه - My Husband's Woman - کیم هیون جو - In-soon Is Pretty - پارک جین هی - جنگ پول         |
| بهترین بازیگر تازه‌کار مرد | بهترین بازیگر تازه‌کار زن |
| - سونگ چانگ یی - Golden Bride - ها سوک جین - I Am Happy - هان سانگ جین - ایسان - کیم جی-سوک - Likeable or Not - لی فیلیپ - افسانه                    | - لی جی آه - افسانه - چوی یو جین - Golden Bride - پارک مین یونگ - من سم هستم - پارک شین هه - Kimcheed Radish Cubes - یو این یونگ - Likeable or Not       |
| بهترین کارگردان تازه‌کار | بهترین فیلم‌نامه |
| - لی یون جونگ - کافه پرنس - هام یونگ هون - Evasive Inquiry Agency - هان جون سو - رسوایی پایتخت - لی میونگ وو - Bad Couple - پارک هونگ کیون - بخش قلب | - لی کیونگ هی - متشکرم - هوانگ اون کیونگ - بخش قلب - جونگ یو کیونگ - In-soon Is Pretty - کیم سو هیون - My Husband's Woman - لی جونگ آه - کافه پرنس       |
| بهترین مجری ورایتی مرد | بهترین مجری ورایتی زن |
| - پارک میونگ سو - هپی توگدر - کانگ هو دونگ - ۲ روز و ۱ شب - کیم گورا - Line Up - شین جونگ جوان - هپی ساندی - یو جه سوک - Infinite Challenge          | - شین بونگ سون - هپی توگدر - هیون یونگ - هپی ساندی - جونگ جو ری - People Looking for a Laugh - جونگ سون هی - TV Animal Farm - پارک کیونگ لیم - هپی ساندی |
| محبوب‌ترین بازیگر مرد | محبوب‌ترین بازیگر زن |
| - کانگ جی هوان - قهرمان | - سونگ یو ری - قهرمان |

### جوایز دیگر
- جایزه دستاورد مادام‌العمر - سونگ هه